# 대통령선거경선후보자의 후원금 전액 국고 귀속 사건
대통령선거경선후보자의 후원금 전액 국고 귀속 사건은 대한민국의 헌법재판소 판례이다. 대한민국 헌법재판소는 대통령선거경선후보자가 당내경선 과정에서 탈퇴함으로써 후원회를 둘 수 있는 자격을 상실한 때에는 후원회로부터 받은 후원금을 전액 국고에 귀속하도록 하는 정치자금법 규정이 위헌이라고 판시하였다.

## 사실관계
청구인 유시민은 대통령선거후보자 당내 경선 후보로 등록하였고 후원회를 운영하면서 후원금을 모금하였는데 경선후보자 단일화에 의해 사퇴하였고 당시 정치자금법에 따라 후원금 총액을 국가에 납부해야 하는 상황에 처하였다. 이에 청구인은 대통령선거경선후보자가 후원회를 둘 수 있는 자격을 상실한 때에는 후원회로부터 기부받은 후원금 총액을 국고에 귀속시키도록 하는 정치자금법 제21조 제3항 제2호는 청구인의 헌법상 보장되는 기본권인 평등권, 공무담임권 등을 침해하는 것이라고 주장하면서 헌법소원심판을 청구하였다.

## 심판대상
- 구 정치자금법 (제21조 제3항 제2호)

## 주문
정치자금법 제21조 제3항 제2호 중 "대통령선거경선후보자가 후원회를 둘 수 있는 자격을 상실한 때(정당의 공직선거 후보자선출을 위한 당내경선에 참여하여 낙선한 때를 제외한다)"부분은 헌법에 위반된다.

## 참고 문헌
- 2007헌마1412

## 같이 보기
- 유시민